# Алингсос
Алингсо́с (швед. Alingsås) — город в Швеции, административный центр одноимённой коммуны лена Вестра-Гёталанд.
Население — 27 423 человек (2020). Расположен на реке Севеон.
Город был основан после завершения Кальмарской войны и получил городские привилегии в 1619 году. С 20-х годов XVIII века Алингсос стал известен своей крупной мануфактурой по производству текстиля, основанной шведским промышленником Юнасом Альстрёмером.
В экономике города ранее доминировали текстильная, швейная и частично машиностроительная промышленности, однако сейчас экономика Алингсоса диверсифицировалась и значительную роль в ней стал также играть сектор сферы услуг и торговли.
В городе издаётся либеральная газета «Алингсос Тиднинг» (Alingsås Tidning), основанная ещё в 1865 году как «Алингсос Веккублад» (Alingsås Weckoblad). Её тираж составляет около 13 тысяч экземпляров.